# Инфузионная терапия

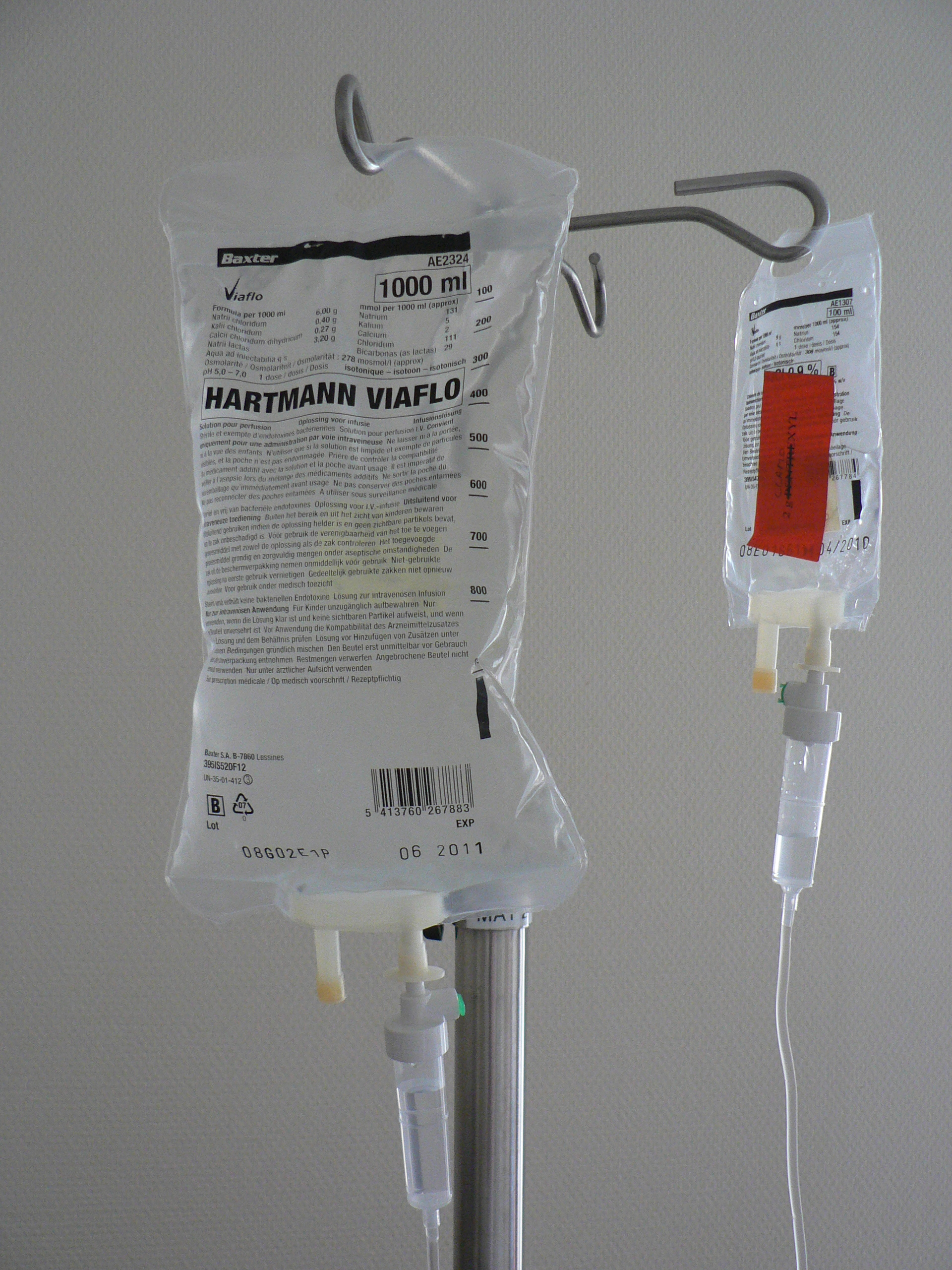
Штатив с инфузионными растворами и системой для внутривенного вливания

Инфузионная терапия (от лат. infusio — вливание, впрыскивание; и др.-греч. θεραπεία — лечение) — метод лечения, основанный на введении в кровоток различных растворов определённого объёма и концентрации, с целью коррекции патологических потерь организма или их предотвращения.
Инфузионная терапия восстанавливает объём и состав внеклеточной и внутриклеточной жидкостей с помощью парентерального введения лекарственных растворов.

## История

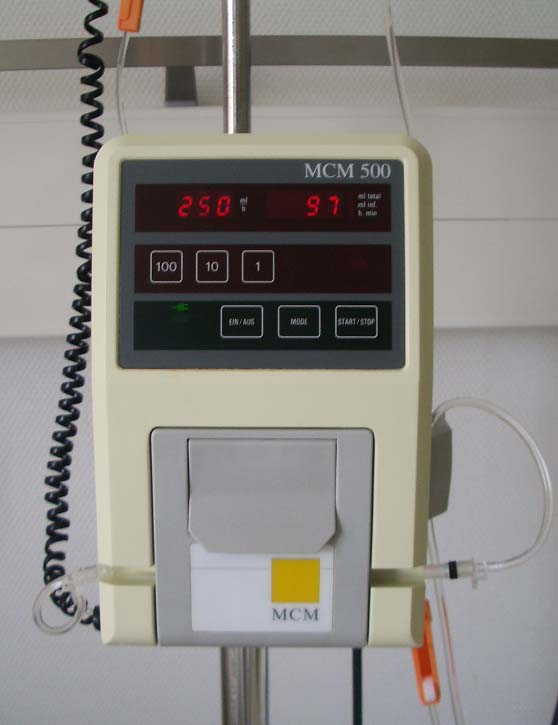
Аппарат для автоматического дозированного внутривенного введения растворов через систему для внутривенных вливаний (дозировка: капли (или) миллилитры в минуту)

Одним из основоположников инфузионной терапии считается К. Рен, который, делая венесекцию, производил внутривенные вливания различных растворов животным, результаты наблюдений были им опубликованы в 1665 году.
- В 1832 году Томас Латта[англ.] опубликовал в журнале The Lancet статью о лечении холеры путём введения раствора соды. Регидратация как метод лечения холеры актуальна в медицине до сих пор.
- 10 июля 1881 г. Landerer успешно ввел больному «физиологический раствор поваренной соли».
- 1915 год — Hogan применил на практике первый коллоидный кровезаменитель на основе желатина.
- 1944 год — Gronwall и Ingelman разработали кровезаменители на основе декстрана
- 1962 год — начались первые клинические применения растворов гидроксиэтилированного крахмала (Thompson, Britton и Walton)
- 1979 год — В СССР создан кровезаменитель «Перфторан» (Граменицкий, Кунъянц, Белоярцев)[3]

## Цели и задачи
- Волюмокоррекция.
- Гемокоррекция.
- Инфузионная регидратация.

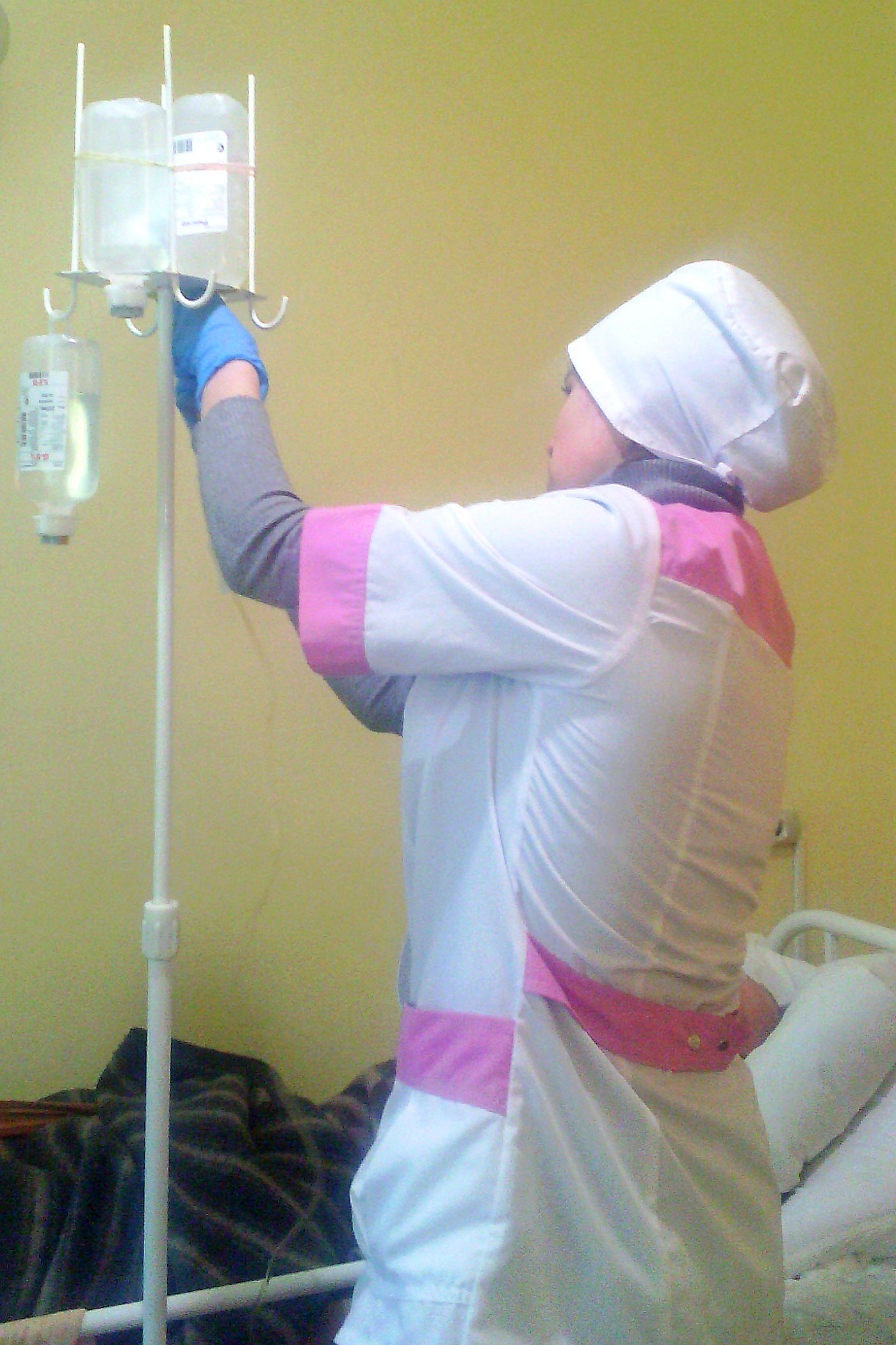
Медсестра-практикантка ставит капельницу пациенту

- Нормализация электролитного баланса и КЩС (кислотно-щелочного состояния).
- Активная инфузионная дезинтоксикация.
- Обменно-корригирующие инфузии.

Решение задач инфузионной терапии происходит при соблюдении следующих условий.
- Обеспечение надежного и рационального доступа к кровеносному руслу.
- Техническое обеспечение доставки препарата в кровоток пассивное или активное с помощью насосов инфузоматов
- Возможность медицинского и коммерческого соответствия инфузионной среды поставленной задаче.
- Контроль достигнутого результата с помощью лабораторных и инструментальных методов наблюдения.

## Принципы терапии

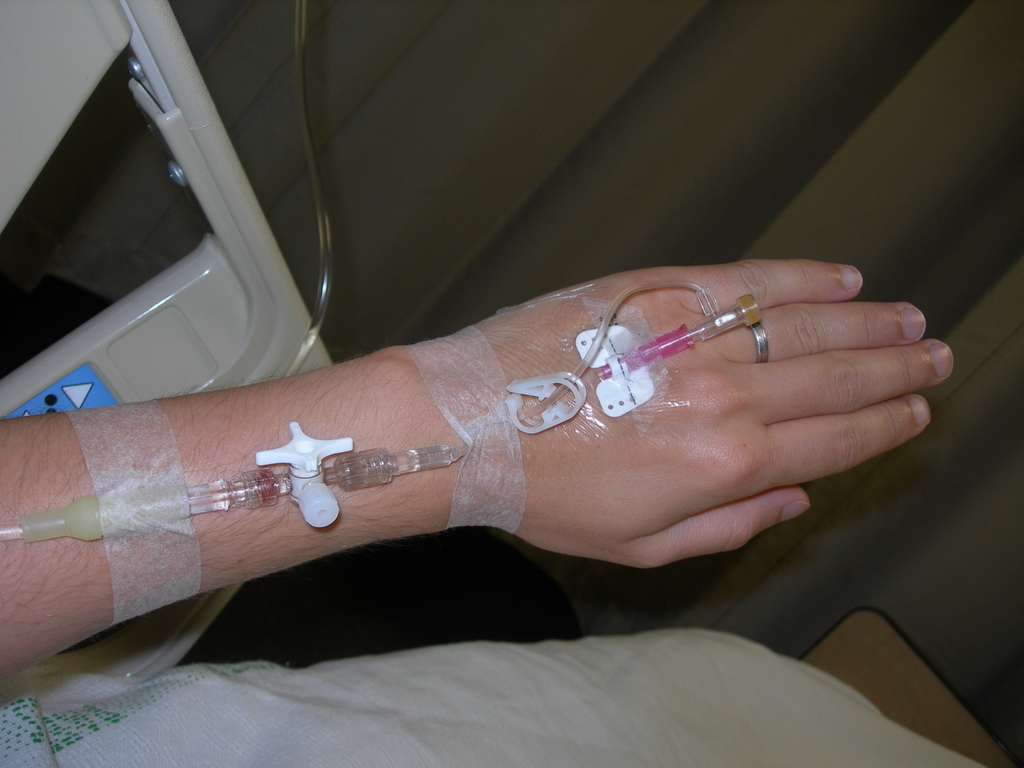
Катетер типа «бабочка» предназначен, для катетеризации небольших вен

- Введение растворов должно приводить к нейтрализации патологического процесса или уменьшению его последствий
- Введение раствора не должно вызывать побочных эффектов и утяжелять состояние больного
- Введение растворов контролируется лабораторными и инструментальными методами, с целью предотвращения недопустимых сдвигов гомеостаза.

## Применение
Инфузионная терапия играет важную роль в современной медицине. Реанимация, хирургия, акушерство, гинекология, инфекционные болезни, терапия, включают в ряд своих лечебных мероприятий инфузию различных растворов и веществ.